# پنج مایل مانده به نیمه‌شب
«پنج مایل مانده به نیمه‌شب» (انگلیسی: Five Miles to Midnight) یک فیلم به کارگردانی آناتول لیتواک است که در سال ۱۹۶۲ منتشر شد. از بازیگران آن می‌توان به سوفیا لورن، آنتونی پرکینز، گیگ یانگ، کلمان هراری و ژان-پیر آمون اشاره کرد.